# Бесово (Ярославская область)
Бе́сово — деревня в Михайловском сельском округе Волжского сельского поселения Рыбинского района Ярославской области.
Деревня расположена на автомобильной дороге от центра сельского округа Михайловского на Александрову Пустынь, которая на этом участке проходит по прямой на деревню Бесово западнее от описывающего дугу левого берега реки Иода. Деревня расположена на небольшом удалении от заболоченного берега Иоды, выше по течению от Михайловского. В деревне Бесово дорогу пересекает безымянный левый приток Иоды. Ближайшая в сторону Александровой Пустыни деревня Шалково стоит на дороге примерно в 1 км к югу. В Бесово на автомобильную дорогу выходят несколько просёлочных дорог. Одна из них, длиной около 5 км, идёт в северном направлении по берегу Иоды от Бесово до Михайловского, связывая стоящие ниже Бесово по течению Иоды деревни Юркино, Мальинское, Брыково, Гридино и Мокеевское. Дорога длиной около 3 км в западном направлении через леса ведёт в долину реки Черёмуха к деревне Мологино. Дорога в восточном направлении по броду через Черёмуху выходит в район близко расположенных деревень Рахово, Коровинское, Михеево. К юго-западу от Бесово обширный лесной заболоченный массив, разделяющий долины рек Черёмуха и Иода.
На 1 января 2007 года в деревне числилось 13 постоянных жителей. Почтовое отделение, расположенное в Михайловском, обслуживает в деревне 25 домов.